# Pinanga fractiflexa
Pinanga fractiflexa är en enhjärtbladig växtart som beskrevs av Donald R. Hodel. Pinanga fractiflexa ingår i släktet Pinanga och familjen Arecaceae. Inga underarter finns listade i Catalogue of Life.